# Пустиња Пинаклс
Пустиња Пинаклс или Игличаста пустиња је пешчана пустиња са специфичним кречњачким формацијама маринског порекла које се у виду иглица у различитим формама издижу из песка. Налази се у националном парку Намбунг, у близини града Сервантес у Западној Аустралији.

## О фигурама
Стене сиве боје висине и до 15 метара уздижу се вертикално из равне пешчане површине. Када се зађе дубље у пустињу, боја се мења и сиву замењује златна. Стене су разних величина. Неке су мале и танке као оловке, док неке пак достижу величину аутомобила, па чак и куће.
Иако су камене фигуре старе хиљадама година, вероватно су из песка избили тек недавно, пре око 100 година. У XIX веку њих нико није спомињао па се претпоставља да нису биле видљиве. Да јесу њих би сигурно видели сточари који су водили стоку до Перта. Истраживач Џорџ Греј је вероватно прошао близу овог подручја 1837. и 1838. године, али стене није помињао. За њих нико није знао све док их није 1956. године открио историчар из Перта Хари Тарнер.
Научници верују да су камене скулптуре старе између 25.000 и 30.000 година и да су биле видљиве бар једном пре XX века и то због шкољки и предмета из каменог доба који су пронађени у подножју неких стубова. Утврђено је да су шкољке старе око 5000 година, што највероватније значи да су стене вероватно биле без песка пре око 6000 година. Након тога стене је прекрио песак и тако су стајале хиљадама година, јер их ни Абориџини не помињу.
Шиљци или стубови су првобитно били саздани од морских мекушаца као што су шкољке каменице које су живеле у топлим морима између 700.000 и 120.000 година, а када су угинуле њихове шкољке су здробљене и претворене у кречњак. На њих је током влажних зима и сувих лета нарастао дебели биљни покривач. Дине су се учврстиле због настанка хумуса. Песак је прекрио биљке, а њихово корење је трнуло и за собом оставило канале у кречњаку које је временом проширила вода оставивши само тврђе слојеве. Ти остаци су данашњи стубови који су се указали кад је ветар однео песак.

## Туризам
Пиннаклс је остао непознат већини Аустралијанаца све до шездесетих година двадесетог века, када је подручје проглашено за национални парк Намбунг. Годишње око 250.000 људи посети ово место. Најбоље време да се посети пустиња Пинаклс је од августа до октобра, када су дани благи и дивље цвеће почне да цвета. Фигуре се најбоље могу видети у раним јутарњим или касним поподневним сатима. Већина животиња у парку се могу видети ноћу, али неке од њих, ему и кенгури се могу видети у току дана.